# 帕拉斯陨石坑
帕拉斯陨石坑（Pallas）是位于月球背面赤道中央的一座小撞击坑，约形成于39.2-38.5亿年前的酒海纪，其名称取自德裔俄籍学者，百科全书编纂人、博物学家、旅行家彼得·西蒙·帕拉斯（1741年-1811年），1935年被国际天文学联合会正式接受。

## 描述
该陨坑西北是较小但磨损相对略轻的波得陨石坑、东北毗邻乌克特陨石坑，它的东侧部分重叠在麦奇生环形山的西北边缘上，而已损毁的施勒特尔陨石坑则位于它的西南偏西，帕拉斯陨石坑西北及南面分别濒临浪湾和中央湾。该陨坑中心月面坐标为5°29′N 1°39′W / 5.48°N 1.65°W，直径49.51公里，深约2.34公里。
帕拉斯陨石坑的坑壁已磨损、破裂，外观轮廓略有变形。沿西北侧坑壁覆盖了卫星坑帕拉斯 A、而东北侧则分布一处与麦奇生环形山相连通的裂口。残存的坑壁最大高出周边地形1120米，内部容积约有1955.77立方千米，坑内地表已被熔岩淹没，表面相对平坦，靠北部延伸着一道已磨损的山脊，南部分布有一些小山丘，中心附近矗立了一座较大的中央峰。

## 陨坑截面图
该图显示了陨石坑不同方向上的截面部位，纵向坐标轴（Y轴）单位为英尺，右上方图显示的比例尺为米。

## 月面闪光
1953年11月15日，业余天文学家利昂·H·斯图尔特医生拍摄了一幅月球照片显示，显示在距帕拉斯陨石坑东南约16公里处出现了一道闪光，该闪光估计至少持续了约8-10秒时间。这一报告曾发表在月球和行星观测者协会季刊-第1956期《天文学家巡视》上。然而，当时的专业人士认为该事件更可能是进入地球大气层的流星。
许多年后，美国喷气推进实验室邦妮·布拉蒂博士看到了该照片，决定进一步查明真像。她在一名研究生的协助下，从克莱门汀号飞船拍摄的照片中识别出了一座直径1.5公里的撞击坑，其尺寸、形状及反照率与所预料的撞击能量相匹配。现在部分天文学家们同意，斯图尔特医生也许真的拍到了小行星撞击月球的照片。

## 卫星陨石坑
按惯例，最靠近帕拉斯陨石坑的卫星坑将在月图上以字母标注在它的中心点旁边。

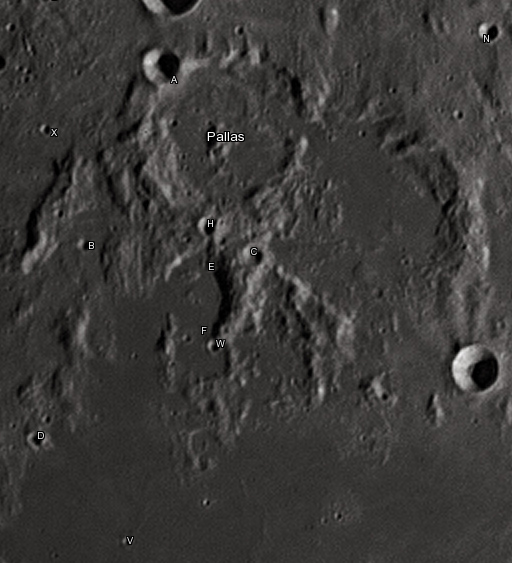
周边卫星坑图

| 帕拉斯 | 纬度    | 经度    | 直径     |
| ------ | ------- | ------- | -------- |
| A      | 5.97° N | 2.35° W | 10.1公里 |
| B      | 4.2° N  | 2.64° W | 3.4公里  |
| C      | 4.49° N | 1.12° W | 5.4公里  |
| D      | 2.37° N | 2.63° W | 4.1公里  |
| E      | 4.03° N | 1.47° W | 24.6公里 |
| F      | 3.51° N | 1.39° W | 18.2公里 |
| H      | 4.64° N | 1.59° W | 4.8公里  |
| N      | 7.02° N | 0.49° E | 5.3公里  |
| V      | 1.67° N | 1.59° W | 2.6公里  |
| W      | 3.6° N  | 1.26° W | 3.5公里  |
| X      | 5.14° N | 3.2° W  | 2.9公里  |

## 另请参阅
- Andersson, L. E.; Whitaker, E. A. . NASA RP-1097. 1982.
- Blue, Jennifer. . USGS. July 25, 2007  [2007-08-05]. （原始内容存档于2018-12-25）.
- Bussey, B.; Spudis, P. . New York: Cambridge University Press. 2004. ISBN 978-0-521-81528-4.
- Cocks, Elijah E.; Cocks, Josiah C. . Tudor Publishers. 1995. ISBN 978-0-936389-27-1.
- McDowell, Jonathan. . Jonathan's Space Report. July 15, 2007  [2007-10-24]. （原始内容存档于2018-12-25）.
- Menzel, D. H.; Minnaert, M.; Levin, B.; Dollfus, A.; Bell, B. . Space Science Reviews. 1971, 12 (2): 136–186. Bibcode:1971SSRv...12..136M. doi:10.1007/BF00171763.
- Moore, Patrick. . Sterling Publishing Co. 2001. ISBN 978-0-304-35469-6.
- Price, Fred W. . Cambridge University Press. 1988. ISBN 978-0-521-33500-3.
- Rükl, Antonín. . Kalmbach Books. 1990. ISBN 978-0-913135-17-4.
- Webb, Rev. T. W.  6th revised. Dover. 1962. ISBN 978-0-486-20917-3.
- Whitaker, Ewen A. . Cambridge University Press. 1999. ISBN 978-0-521-62248-6.
- Wlasuk, Peter T. . Springer. 2000. ISBN 978-1-85233-193-1.